# Dioscorea karatana
Dioscorea karatana là một loài thực vật có hoa trong họ Dioscoreaceae. Loài này được Wilkin mô tả khoa học đầu tiên năm 2000.